# Shearwater Airport
Shearwater Airport är en flygplats i Kanada.   Den ligger i provinsen Nova Scotia, i den sydöstra delen av landet, 1 000 km öster om huvudstaden Ottawa. Shearwater Airport ligger 50 meter över havet. Den ligger vid sjön Morris Lake.
Terrängen runt Shearwater Airport är platt. Havet är nära Shearwater Airport söderut. Trakten är tätbefolkad. Närmaste större samhälle är Halifax, 5,9 km väster om Shearwater Airport. 